# Tierra de sangre
Tierra de sangre (título original: Red Dust) es una política dramática de 2004 dirigida por Tom Hooper y protagonizada por Hilary Swank y Chiwetel Ejiofor.
Está basado en una novela escrita por Gillian Slovo, trata sobre las heridas e injusticias del "apartheid" y del proceso de reconciliación nacional que hubo en Sudáfrica.

## Argumento
Alex Mpondo es un hombre que luchó contra el apartheid y que fue torturado durante 31 días en ese tiempo cuando una vez fue arrestado. Ahora es un político que comparece ante un comité de la Verdad y la Reconciliación que tiene como misión descubrir qué pasó con un grupo de activistas contra el apartheid torturados por policías blancos durante la década de 1980.
Mientras tanto una abogada nacida en Sudáfrica, Sarah Barcant, regresa al país desde su casa en la ciudad de Nueva York para participar en el proceso representando a Mpondo. Un testigo clave en el asunto es el oficial de policía Dirk Hendricks, cuyo papel en la tortura de Mpondo hizo que Mpondo revelara el nombre de otro activista, lo que causó su muerte. Mpondo no puede recordar exactamente todo lo ocurrido al respecto, ya que fue todo horrible y traumático para él, pero está decidido a averiguar toda la verdad al respecto sin importarle las consecuencias y el hecho, de que hay gente que lo ve mal por lo que presuntamente hizo.

## Reparto
| Actor            | Papel          |
| ---------------- | -------------- |
| Hilary Swank     | Sarah Barcant  |
| Chiwetel Ejiofor | Alex Mpondo    |
| Jamie Bartlett   | Dirk Hendricks |
| Ian Roberts      | Piet Müller    |
| Hlomla Dandala   | Oscar Dumasi   |
| James Ngcobo     | Ezekiel        |
| Glen Gabela      | Themba         |

## Producción
Se eligió al director Tom Hooper para hacer la película, lo que convirtió a esta película en su debut al respecto. Una vez preparado todo, se filmó la película en Sudáfrica en Graaff-Reinet en el Cabo Oriental y en Johannesburgo.

## Recepción
El filme fue un fracaso en taquilla e incluso fue en gran parte ignorada por los críticos cuando fue estrenado.
En el presente, sin embargo, la película ha sido valorada en portales cinematográficos y por varios críticos profesionales. En IMDb, con unos 2500 votos registrados, el filme obtiene una media ponderada de 6,8 sobre 10. En cuanto a Rotten Tomatoes, los más de 1000 votos registrados le dieron allí una valoración media de 3,7 de 5.